# 高桑昌也
高桑 昌也（たかくわまさや）は公認会計士・税理士。適格機関投資家。株式会社TKWM&Aファイナンス会計税務事務所代表取締役社長。株式会社メタプラネット社外監査役、株式会社イオレ社外取締役。

## 経歴
麻布高校、慶應義塾大学商学部卒業。中央青山監査法人、金融庁（証券取引等監視委員会)、エスネットワークスを経て、株式会社TKWM&Aファイナンス会計税務事務所代表取締役社長。適格機関投資家。
現在は、株式会社メタプラネット監査役、株式会社イオレ社外取締役、2nd Community株式会社監査役などを兼任している。
投資家として、オン・セミコンダクター新潟株式会社に対してマイノリティ参加。
「くわえもん」の名前を用いて、若手公認会計士もしくは受験生に対し、「くわえもんの”会計士の悩みはオレに聞け”」というコーナーをオンラインで展開中（『公認会計士ナビ』）。

## 教育分野
- 明治大学経営学部での特別講義講師（国際会計基準）
- 麻布高校でのファイナンス講座の講師

等

## 著書
- 「22歳の羅針盤-新社会人に送る7つのメッセージ」ISBN 978-4864871006